# Anthracocentrus capensis
Anthracocentrus capensis là một loài bọ cánh cứng trong họ Cerambycidae.